# Mato Lovrak
Mato Lovrak (Veliki Grđevac pokraj Bjelovara, 8. ožujka 1899. – Zagreb, 13. ožujka 1974.), hrvatski dječji pisac.

## Životopis

### Mladost i obrazovanje
Mato Lovrak rođen je u Velikom Grđevcu, selu kod Bjelovara, u šesteročlanoj obitelji krojačkog obrtnika Mate i majke Ane. Četverogodišnju pučku školu završio je u rodnom selu, a nakon četiri razreda niže realne gimnazije u Bjelovaru upisao se u Učiteljsku školu u Zagrebu koju je završio 1919. godine.

### Književni rad
Nakon završetka škole je službovao kao učitelj u Kutini, Klokočevcu, Velikom Grđevcu i Velikim Zdencima, a od 1934. godine do mirovine 1954. godine u Zagrebu. Pisao je i pripovijetke, ali je osobitu popularnost stekao romanima tematski vezanim uz djetinjstvo. Gradi zanimljivu fabulu elementima pustolovnog, ali i s didaktičkim naglascima. Izuzetno plodan, autor tridesetak knjiga, Lovrak je nekoliko desetljeća zabavljao i odgajao mlade čitatelje izrazom koji svjedoči o vremenu, a odlikuje se maštovitošću i humorom. Djela su mu prevedena na mnoge jezike. Pisao je i stručne članke u pedagoškim časopisima.

## Djela
Lovrak je napisao nekoliko desetaka pripovijetki i romana za djecu te tri romana za odrasle koji nemaju veće značenje. Prvi je u hrvatskoj dječjoj književnosti uveo seosku djecu kao glavne likove, a u romanima i pripovijetkama dao prednost akciji. Gradska djeca u njegovim se djelima pojavljuju rijetko i njihovi su portreti beživotni i shematski.
Lovrak nije težio stvoriti idealan tip bezbrižna djeteta. U pripovijetkama i romanima dao je sliku djece svojega doba. Osobito je živo njegovo zanimanje za skupine seoske djece i njihove igre.
Lovrakovi su romani kratki, sažeta izraza, ispripovijedani jednostavno, ali gdjekad vrlo uspješno poniru u psihologiju djetinjstva. Nerijetko se u njegovim djelima zrcali i vrijeme u kojem su nastala, s blagom kritikom svijeta odraslih. Zamjeriti se može katkad prenaglašena pedagoška težnja, društveno angažiranje i ustrajanje na sretnim završetcima.
Nepotpun popis djela Mate Lovraka
- Strašan san (1924.), prva priča, objavljena u Smilju
- Iz škole ljepšega: crtice iz škole: namijenjeno učiteljima, učiteljskim pripravnicima i ljubiteljima djece (1924.)
- Slatki potok i druge priče za djecu (1930.)
- Vlak u snijegu (prvotni naslov Djeca velikog sela, 1933.)
- Družba Pere Kvržice (1933.)
- Divlji dječak (1934.)
- Neprijatelj broj 1 (1938.)
- Njegova malenkost Francek drugi, hrabri (1938.)
- Doka Bedaković ili sto tisuća na cesti (1938.)
- Micek, Mucek i Dedek (1939.)
- Anka Brazilijanka (1939.)
- Sretna zemlja (1940.)
- Prijatelji (1941.)
- O uvježbavanju dječjih priredaba (1950.)
- Dijamant u trbuhu (1951.)
- Naši dječaci i druge priče (1954.)
- Dječak Konzul (1954.)
- Prozor do vrta (1955.)
- Tri dana života (1957.)
- Devetorica Hrabrih (1958.)
- Drveni zid (1958.)
- Snađi se djede (1958.)
- Iskrica (1959.)
- Dobra oluja i druge priče (1959.)
- Zeleni otok (1961.)
- Putovanje od 35 koraka (1963.)
- Slamnati krovovi (1963.)[2]
- Katićev dom (1964.)
- U mraku (1964.)
- Andrija Jug i svijet danas (1967.)
- Gimnazijalac (1969.)
- Preparandist (1972.)
- Uzvišeno zvanje (2011.)[3]

## Značaj
Mato Lovrak i njegova djela smatraju se klasikom hrvatske dječje književnosti. Vrijeme njegova djelovanja do 1950-ih godina karakterizira se kao Lovrakovo doba, u kojemu je roman postao glavna vrsta hrvatske dječje književnosti i bio popularan među čitateljima.
Prema njegovim romanima snimljeni su uspješni igrani filmovi Družba Pere Kvržice i Vlak u snijegu te u novije vrijeme Anka.
Lovraku u čast u Velikom Grđevcu održavaju se Lovrakovi dani kulture u sklopu kojih se dodjeljuje i Nagrada "Mato Lovrak". Tamo je, također, izgrađen i Kulturni centar "Mato Lovrak" u sklopu kojega se nalazi književnikova spomen-soba, "Mlin Družbe Pere Kvržice" i željeznički kolosijek na kojem je postavljena parna lokomotiva s tri vagona, kao uprizorenje Lovrakova djela Vlak u snijegu.
Također, u Hrvatskom školskom muzeju u Zagrebu čuva se ostavština i radna soba Mate Lovraka, koju je muzeju darovala piščeva kći Đurđica Lovrak Vujasinović.

## Vanjske poveznice
Mrežna mjesta
- Kulturni centar Mato Lovrak
- Mato Lovrak, Četiri članka Mate Lovraka, Libri & Liberi 01/2012., Hrčak